# Melecta luctuosa
Melecta luctuosa là một loài côn trùng trong họ Apidae, phân họ Apinae.